# 1659년
1659년은 수요일로 시작하는 평년이다.

## 연호
- 남명(南明) 영력(永曆) 13년
- 청(淸) 순치(順治) 16년
- 일본(日本) 만지(万治) 2년
- 후 레 왕조(後黎朝) 빈토(永壽) 2년
- 막 왕조(莫朝) 투언득(順德) 22년

## 기년
- 남명(南明) 소종 영력제(昭宗 永曆帝) 13년
- 류큐(琉球) 쇼시쓰왕(尚質王) 12년
- 청(淸) 세조 순치제(世祖 順治帝) 16년
- 조선(朝鮮) 효종(孝宗) 10년
- 후 레 왕조(後黎朝) 신종(神宗) 복위 11년

## 사건
- 조선의 18대 국왕 현종이 즉위하다.

## 탄생
- 9월 10일 - 영국의 작곡가 헨리 퍼셀. (~1695년)
- 11월 3일 - 조선 숙종의 빈 희빈 장씨. (~1701년

### 미상
- 조선 후기의 문신 이만성. (~1722년)

## 사망
- 5월 16일 - 일본 센고쿠 시대의 무장 가타쿠라 시게나가. (1585년~)
- 6월 23일 - 조선의 제17대 국왕 효종. (1619년~)